# Cycas seemannii
Cycas seemannii là một loài thực vật hạt trần trong họ Cycadaceae. Loài này được A.Br. mô tả khoa học đầu tiên năm 1876.